# Дан крапа (Плавница)
Дан крапа је једнодневна едукативно-промотивна манифестација посвећена локалној гастрономској култури становника Скадарског језера, тачније локалним специјалитетима од крапа (шарана) који се лови у овом језеру. Током ове манифестације посетиоци се, осим са локалним гастрономским специјалитетима, могу упознати и са богатом флором и фауном Скадарског језера. Одржава се сваке године, од 2015, почетком јуна месеца у туристичком комплексу Плавница надомак подгоричког насеља Бериславци. На овој манифестацији се, кроз гастрономски програм, представља амбијенталне, културне и туристичке вредности басена Скадарског језера, а уједно и као најава туристичке сезоне.
Осим гастрономских и едукативних садржаја манифестацију прати и богати културно-уметнички програм.
- Припрема јела од крапа
- Конзумација локалних специјалитета
- Штандови пред манифестацију
- Посетиоци изложбених штандова
- Кухињско посуђе од маслиновог дрвета

## Програм манифестације
Главни програм манифестације „Дан крапа” је гастрономски догађај заснован на разноврсним јелима од крапа, али и других специјалитета специфичних за овај регион. Осим рибе посетиоци имају прилику да пробају, између осталог и зетске колаче и приганице.
Манифестација се састоји из два дела. Први је промотивног, а други такмичарског карактера. Током такмичарског дела кувари припремају јела и чорбе од крапа по традиционалним рецептима, а победници добијају новчане награде.
Допунски програм чини бесплатна вожња чуном, као аутохтоним средством превоза. За најмлађе посетиоце организују се програми школа риболова и такмичење у риболову, кроз које се промовише одрживи лов на језеру.
У програм манифестације промовишу се и други производи специфични не само за овај регион, већ за целу Црну Гору, изложени на штандовима постављеним дуж шетачких стаза. Програм је употпуњен богатим културно-забавним програмом, током којег наступају Фолклорни ансамбли, музичари и музичке групе.

#### Специјалитети од крапа
- Пржење одрезака
- Пржени и маринирани крап
- Пржени крап спреман за служење
- Различити специјалитети од крапа
- Локални специјалитет, димљени крап

### О крапу
Крап је дивља форма шарана. Потиче из кинеске провинције Манџурије, одакле је насељен у реке Медитеранског, Аралског и Каспијског слива. Ово је крупна, топлољубива врста која се најбоље осећа у Сунцем загрејаним водама нижих надморских висина. Као своје станиште, од кога се ређе удаљава, обично бира осунчана места до дубине од 2 м, где има потопљених пањева и стабала која су дуже време у води. Овакво дрво је насељено црвима који су за крапа, поред шкољки и пужева, главна храна. Мрести се од маја до јуна, при температури воде од 15 до 20 °, у плићацима обраслим воденим биљем, као и на теренима који су поплављени. Женка положи од 50.000 до 1.664.000 комада јајашаца. Чим се рибице излегу, хране се зоопланктоном, а кад достигну дужину од 2 цм почињу да се хране на дну реке, где траже ларве инсеката, делове биљака и семе. У Европи, шаран се храни само у току топле сезоне. Када температура падне испод °C, шаран прелази у потпуно мировање.
Житељи насеља око Скадарског језера традиционално припремају димљеног крапа, локални специјалитет којим се поноси цела Црна Гора.

## Организација манифестације
Манифестацију „Дан крапа” организују Туристичка организација Подгорице, Општина Голубовци и ЈП Национални паркови Црне Горе – НП Скадарско језеро. Допринос организацији пружају туристички комплекс Плавница који обезбеђује простор и предузеће „Плантаже” које обезбеђује богату понуду својих чувених вина. Средња и виша стручна школа „Сергије Станић” из Подгорице обезбеђује младе куваре и конобаре који током целог дана пружају помоћ учесницима и такмичарима.